# Roman Fircowski
Roman Fircowski (ur. 17 lutego 1838 w Rzeszowie, zm. 22 listopada 1868 tamże) – filantrop polski.
Był synem Michała (handlarza mąką) i Zofii z Potęgów, został osierocony w wieku 10 lat. Ukończył Kreishauptschule w Rzeszowie (w księdze pamiątkowej tej szkoły został kilkakrotnie odnotowany za wzorowe wyniki w nauce), następnie gimnazjum popijarskie oraz studia farmaceutyczne. Pracował w rzeszowskiej aptece obwodowej.
Zmarły młodo Fircowski przeznaczył w testamencie cały majątek na stypendium dla osieroconych uczniów rzeszowskiego gimnazjum. Stypendium było wypłacane dopiero od 1889 (do 1923, kiedy uległo dewaluacji). Imię Fircowskiego nadano jednej z ulic w centrum Rzeszowa.
Źródła:
- Emil Bielecki, Roman Fircowski, w: Polski Słownik Biograficzny, tom VI, 1948